# 町田直
町田 直（まちだ なおし 1918年10月28日-2003年7月2日）は日本の運輸官僚。運輸事務次官・新東京国際空港公団副総裁・日本航空副社長・日本貨物鉄道会長・日本気象協会会長等を歴任した。

## 来歴
- 1918年10月28日：東京府東京市大森区（現・東京都大田区）に生まれる[2]。
- 旧制府立高等学校卒業
- 1941年：東京帝国大学法学部政治学科卒業。
- 1942年：逓信省に入省。海務院属[3]。
- 1957年：航空局監理部総務課長[1]。
- 1964年7月16日：航空局監理部長[1][4]。
- 1968年6月7日：鉄道監督局長[5]。
- 1970年6月19日：運輸事務次官。
- 1974年7月30日：新東京国際空港公団副総裁[6]。
- 1980年：日本航空専務[2]。
- 1981年：日本航空副社長[2]。
- 1993年3月5日：成田空港問題に関連して中核派に自宅を放火される[7]。
- 2003年7月2日：脳梗塞により死去[1]。

## 人物
新東京国際空港公団副総裁として成田空港開港に取り組んだ後、日本航空に招聘され、いずれは社長になると目されていた。しかし、1985年に発生した日本航空123便墜落事故の際、犠牲者の葬儀の席で扇子を使っているところを否定的に報道され、退職を余儀なくされた。元々汗かきであった町田にとっては自然な行動であったが、辞任した後も弁解はしなかったという。
妻は水田三喜男の妹。幼少の頃から俳句を嗜み、句集『華卯木』を刊行した。